# Galang
Galang is een bestuurslaag in het regentschap Empat Lawang van de provincie Zuid-Sumatra, Indonesië. Galang telt 1003 inwoners (volkstelling 2010).